# Nicklas Jensen
 Ikke at forveksle med Niclas Jensen.
Nicklas Jensen (født 6. marts 1993 i Herning) er en professionel dansk ishockeyspiller. Hans foretrukne position på isen er højre wing. Han blev valgt af NHL-klubben Vancouver Canucks i NHL's årlige draft i 2011. Nicklas Jensen blev valgt i 1. runde som nummer 29.
Nicklas Jensen fik sin ishockeyopdragelse i Herning Ishockey Klub, som 15 årig rykkede han op på Hernings J20-hold og fik også en del seniorkampe på Hernings 2.hold i 1. division. 
Han fik sin debut i den danske Superisliga som 16-årig 25. september 2009, da han scorede to mål og blev matchvinder for Herning Blue Fox mod SønderjyskE's mestre og blev samme sæson kåret som årets fund i dansk ishockey.
Han valgte at fortsætte sin karriere i den canadiske OHL-juniorliga hvor han spillede sæsonen 2010/2011 for Oshawa Generals. Danmarks ishockeylandstræner Per Bäckman udtog ham til det danske landshold og han skulle have været med til VM men måtte melde fra på grund af en skade.
Vancouver Canucks hentede Nicklas Jensen til NHL med det 29. valg i draften 2011. Tidligere er kun Mikkel Bødker (8) og Lars Eller (13) draftet med et højere valg end Nicklas Jensen. 
NHL-klubbernes interesse for ham var overvældene, for alle 30 klubber i NHL var i kontakt med den danske angriber. 28 NHL-klubber havde således Nicklas Jensen til jobsamtale, mens Washington Capitals og Dallas Stars, som ikke gennemfører jobsamtaler, bad det danske talent om at udfylde spørgeskemaer.
Med valget af Nicklas Jensen kan Vancouver Canucks, som også har Jannik Hansen, have to danskere på holdet i sæsonen 2011/12.
Nicklas Jensen far er den tidligere dansk-canadiske ishockeyspiller Dan Jensen fra Ontario. Han spillede i Herning 1989-2005 og spillede 133 landskampe for Danmark. I 2021 Han spiller i den finske storklub Jokerit. Han er nu spilleragent.